# Félix Le Roy
Pour les articles homonymes, voir Le Roy.
Félix Le Roy est un homme politique français né le 7 mars 1826 à Douai (Nord) et décédé le 5 août 1908 à Lille (Nord).
Substitut à Boulogne-sur-Mer en 1852, puis à Lille, il y devient juge d'instruction, puis vice-président et président du tribunal en 1871. Il est révoqué en 1883, après avoir pris position contre les décrets de 1880 sur les congrégations. Il est député du Nord de 1885 à 1889, siégeant à droite.

## Sources
- « Félix Le Roy », dans Adolphe Robert et Gaston Cougny, Dictionnaire des parlementaires français, Edgar Bourloton, 1889-1891 [détail de l’édition]
- « Félix Le Roy », dans le Dictionnaire des parlementaires français (1889-1940), sous la direction de Jean Jolly, PUF, 1960 [détail de l’édition]